# Sabiniano de Troyes
Sabiniano de Rilly o de Troyes es un santo cristiano, mártir en 275, celebrado el 24 de enero.

## Historia y tradición
Sabiniano, primer apóstol del cristianismo en el diócesis de Troyes, es un griego que fue en 271 de la isla de Samos hasta Troyes para enseñar el evangelio. 
El emperador Aureliano que se encontraba entonces en Galia, y que perseguía a los cristianos, lo hizo encerrar. Sabiniano llegó a fugarse siguiendo el río Sena y buscó refugio en Rilly. Perseguido por los soldados, fue capturado en esta aldea y allí le cortaron la cabeza el 275. Su hermana Sabina expiró de dolor en otro pueblo, que en lo sucesivo tomó el nombre de Sainte-Savine.
La sepultura, ignorada hasta el final del siglo III, fue encontrada por santa Sira, una viuda del país de Arcis-sur-Aube (Pagus Arcensis), originaria de Irlanda o de Escocia. Siendo ciega, hizo una peregrinación hasta el lugar donde pensó encontrar a Sabiniano. Llegó al pueblo, guiada por un niño de Rilly, y recobró la vista cuando llegó al lugar donde el santo estaba enterrado. No dudando que Sabiniano acababa de hacer un milagro en su favor, excavó el suelo y encontró el cuerpo del mártir en perfecto estado de conservación. Santa Sira hizo elevar en ese sitio una tumba para amortajarlo e hizo igualmente construir una capilla. Por eso la población se llama actualmente Rilly-Sainte-Syre.